# Ioan Sturdza

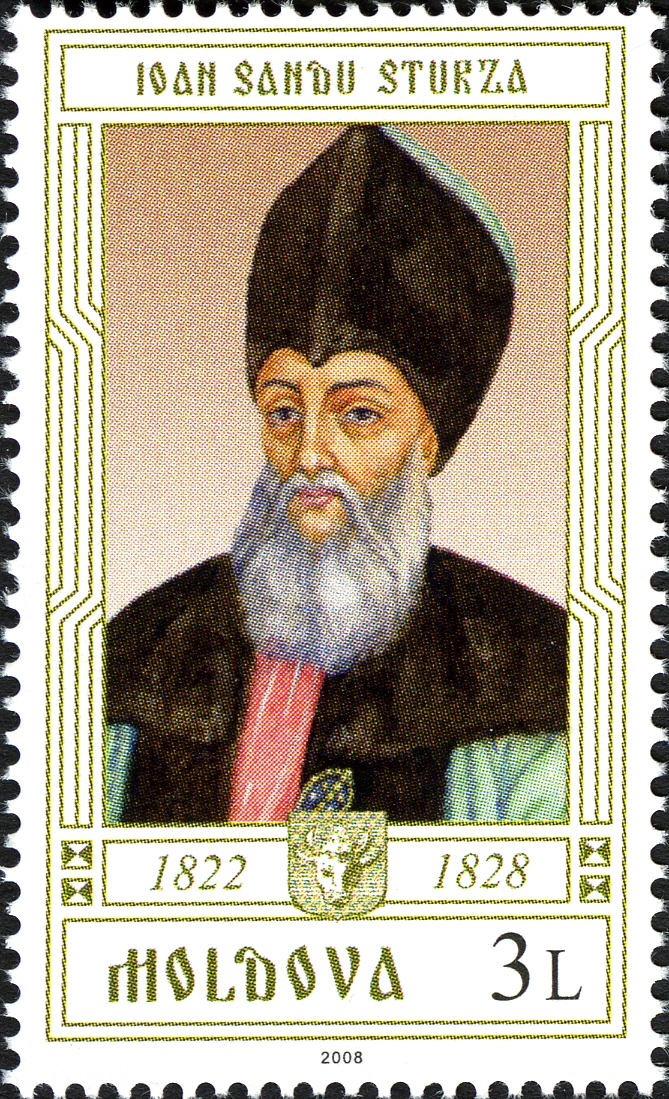

Ioan Sturdza (Ioan Sandu Sturdza eller Ioniţă Sandu Sturdza) var prins av Moldavien mellan 21 juni 1822 till 5 maj 1828.
Hans svärson Grigore Alexandru Ghica innehade samma post i två omgångar på 1840- och 1850-talen.